# Devarodes
Devarodes là một chi bướm đêm thuộc họ Geometridae.